# Бри ван де Камп
Бри Ван де Камп (тумачи је Марша Крос) је једна од главних ликова у серији Очајне домаћице. Она је беспрекорна домаћица чија се породица спрема на побуну. Она је у почетку серије срећно удата за Рекса, који је лекар, и са њим има сина Ендруа и ћерку Данијелу. Њен муж тражи развод од ње, а брак запада у кризу када Бри долази до сазнања да је муж варао са женом која је наплаћивала своје услуге спавајући са угледним људима из града. Да би му вратила мило за драго, почиње да флертује са локалним апотекаром, Џорџом Вилијамсом који почиње да бива опсесиван и љубомран на Рекса. Он убацује погрешене пилуле Рексу, који умире у болници убеђен да га је Бри тровала. После Рексове сахране Бри наставља да излази са Џорџом, али када сазна истину раскида са њим. Џорџ у хотелској соби попије прекоремрну дозу пилула за спавање, а Бри га остави не желећи да позове хитну помоћ. Због свега што јој се десило, а и због проблема са сином Ендруом, почиње да пије, али успева да се одвикне од алкохола. Немогавши да реши несугласице са сином, који је декларисао као геј, оставља га на путу усред недођије. Касније се добровољно пријављује у психијатријску болницу да не би доживела нервни слом. Ту упознаје Сузаниног пријатеља, Орсона, који је по професији стоматолог. Да би спасла своју ћерку која је покушала да с дечком (који је убица) побегне од куће, бежи из болнице уз Орсонову помоћ. Орсон почиње да излази са њом и да јој шаље љубавна писма... После шест месеци забављања, Бри се удаје за њега. Њена ћерка Данијела остаје трудна са сестрићем од Иди Брит, а и дечком од Сузан Мајерине ћерке Џули. Бри је одводи у иностранство. За то време пријатељима саопштава да је трудна и носи појас да би изгледало као да носи бебу са Орсоном. Данијела се порађа и оставила дете код Бри, да ми могла да заврши студије. Бри сазнаје да је Орсон прегазио Мајка Делфина и прети му да ће поднети захтев за развод брака ако се не пријави полицији. Орсон полицији признаје шта је урадио. Одлежао је неко време у затвору, а Бри му је опростила и остали су у браку. Бри је у међувремену отворила катеринг агенцију и написала кувар са традиционалним рецептима, који је постао један од најпродаванијих. Када је Орсон изашао из затвора, Бри је сазнала да је изубио докторску лиценцу за рад тако да га је запослила у својој фирми. Њена кћи, Данијела, после завршеног факултета се удала и једног дана се појавила на вратима да би одвела своје дете. Кад је Ендру одлучио да се венча, Бри му је купила кућу у суседству.
| „ | Орсоне, да ли си коначно откачио твоју симпатичну мајку? | ” |